# Soba (makaron)
Soba (jap. そば albo 蕎麦) – cienki makaron z mąki gryczanej. Przeważnie o kolorze brązowawym, ale w zależności od dodatków, jak np. mąka pszenna czy zielona herbata, może mieć inną barwę. Stanowi podstawę wielu potraw w Japonii, które mają różny skład i nazwy w zależności od regionu kraju. W drugim znaczeniu słowo soba – pomimo że dosłownie oznacza grykę (Fagopyrum esculentum) – odnosi się ogólnie także do innych cienkich makaronów, np. yakisoba (smażone kluski z różnymi dodatkami z warzyw, mięsa, owoców morza; ang. chow mein; chiń. chǎomiàn), które są robione także z mąki pszennej.

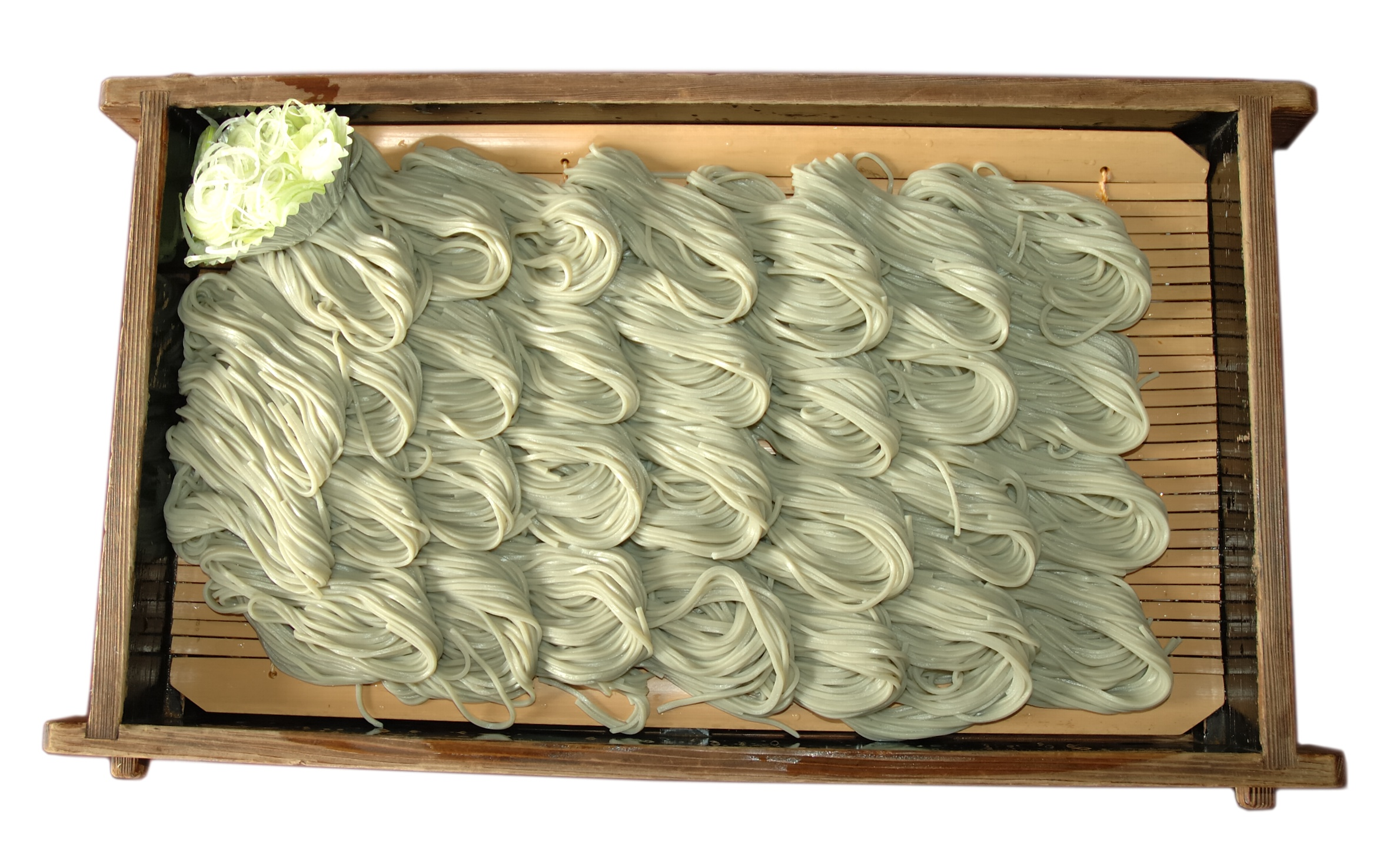
Hegi-soba

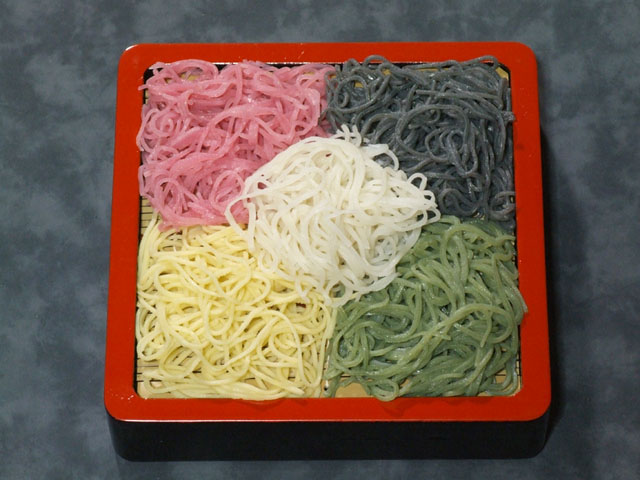
Soba w pięciu kolorach

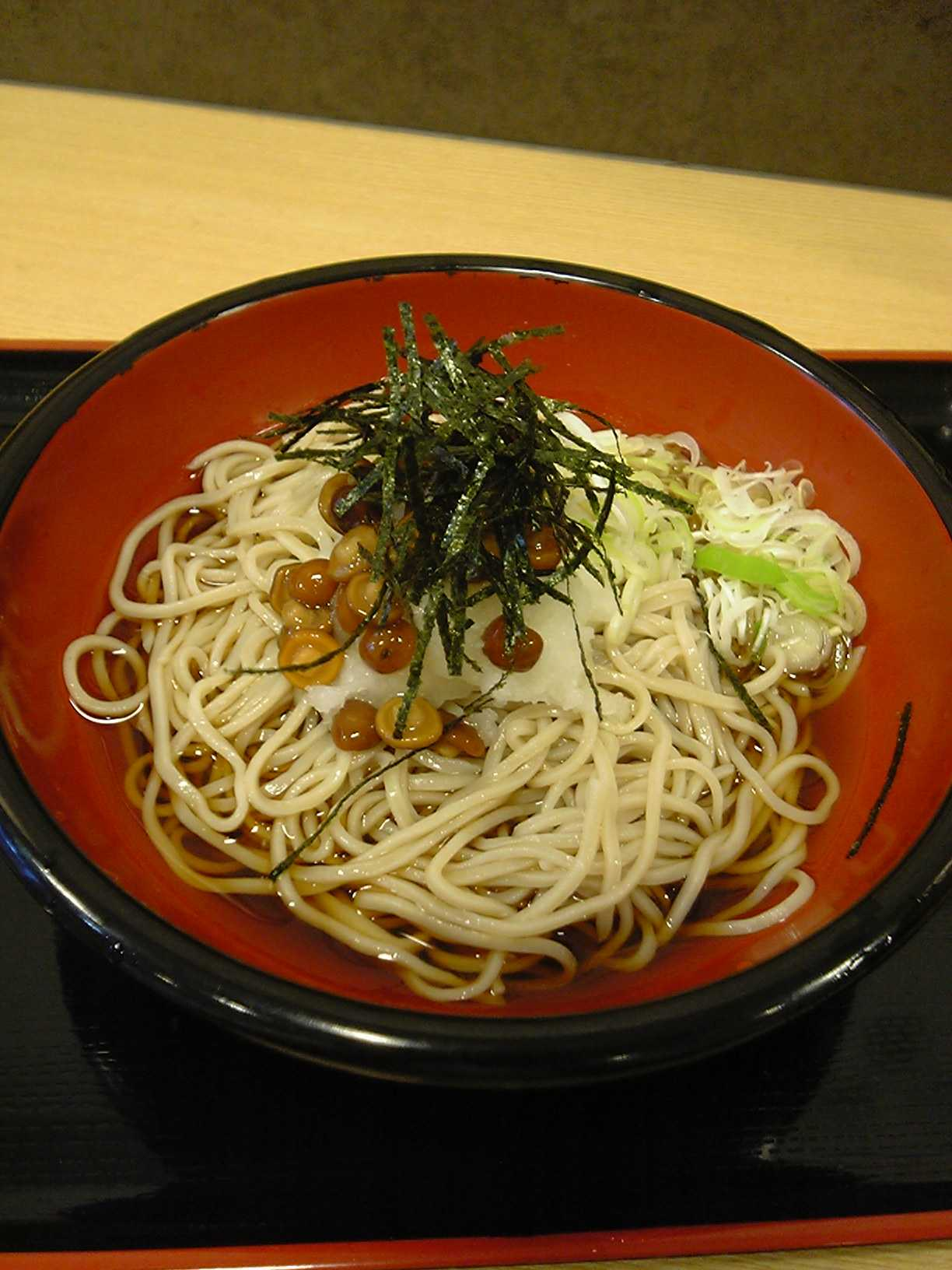
Nameko-oroshi-soba, grzybki nameko (Pholiota nameko), starty daikon, na nim paski nori, z boku negi

Można go przyrządzać i spożywać w różny sposób, m.in. na gorąco w bulionie (kake-soba), posypany drobno posiekanym negi (czosnek dęty, Allium fistulosum) i przyprawiony shichimi tōgarashi, jak i na zimno w postaci np. zaru-soba lub mori-soba. Oba rodzaje je się schłodzone, podawane na bambusowej tacce z cienkich listewek bambusowych. Kluski macza się w sosie tsuyu. Jest to zazwyczaj mieszanka bulionu (dashi), wody i mirinu. Historycznie były one odmienne, ale obecnie główna różnica między nimi polega na tym, że zaru-soba posypuje się z wierzchu nori, a mori-soba – nie.
Niektóre rodzaje soba:
- kitsune-soba, z cienkimi kawałkami smażonego tōfu;
- tanuki-soba, z dodatkiem tenkasu, chrupiących kawałków smażonej mąki;
- tsukimi-soba, z surowym jajkiem, które ma przypominać księżyc, tsukimi znaczy "obserwowanie księżyca";
- matcha-soba (green tea soba), do mąki gryczanej dodaje się sproszkowaną zieloną herbatę, co zmienia kolor makaronu i nadaje smaku herbaty. Może być podawany na zimno i na gorąco;
- oroshi-soba, soba na zimno z utartym daikonem;
- wakame-soba, z wodorostami.

Makaron soba zaczęto wyrabiać na początku okresu Edo (XVII w.), a w połowie XVII wieku powstały pierwsze restauracje specjalizujące się tych daniach. Był to m.in. rodzaj fast foodu dla osób dostarczających przesyłki. Jego zaletami są łatwość w przygotowaniu i lekkostrawność. 